# Skeireins
Skeireins [ˈskiːʀiːns] (sustantivo singular femenino) es el nombre dado al mayor monumento de la lengua gótica después de la biblia de Ulfilas. Se trata de una interpretación del evangelio de Juan conservada en fragmentos sobre ocho hojas que más tarde fueron sobrescritas con textos latinos de manuscritos de códices (Codex Ambrosianus E y Codex Vaticanus Latinus 5750).
El nombre original es desconocido. La palabra skeireins es una palabra gótica que significa explicación.

## Ediciones
- Wilhelm Streitberg: Die Skeireins. En: Wilhelm Streitberg (editor): Die gotische Bibel. Tomo 1: Der gotische Text und seine griechische Vorlage. Mit Einleitung, Lesarten und Quellennachweisen sowie den kleineren Denkmälern als Anhang. 7a edición con epílogo de Piergiuseppe Scardigli. C. Winter, Heidelberg 2000, ISBN 3-8253-0745-X, (Germanistische Bibliothek 3), pp. 456–471.
- William H. Bennett: The Gothic commentary on the Gospel of John. Skeireins aiwaggeljons þairh iohannen. The Modern Language Association of America, New York NY 1960, (The Modern Language Association of America Monograph series 21.
- Christian T. Petersen (editor): Gotica Minora. Miscellanea de lingua ulfilae collecta. Syllabus, Hanau 2002, ISBN 3-935869-01-0.